# 조진호 (1983년)
조진호(중국어 정체자: 曹震豪, 병음: Cáo Zhènháo 차오전하오[*], Wallis Cho, 1983년 8월 14일 ~)는 홍콩의 싱어송라이터이다.